# Christina Gansch
Christina Gansch (geboren 1990 in St. Pölten) ist eine österreichische Opernsängerin im Stimmfach Sopran.

## Leben
Gansch studierte bereits während ihrer Schulzeit am Konservatorium für Kirchenmusik der Diözese St. Pölten, ging 2008 ans Mozarteum in Salzburg, schloss dort 2012 mit Auszeichnung ab und gewann dann gleich einige Preise. Sie besuchte Meisterklassen bei Michèle Crider, Edita Gruberová, Angelika Kirchschlager, sowie Thomas Moser und setzte schließlich ihre Studien an der Royal Academy of Music in London fort.
Ihr internationales Operndebüt erfolgte im September 2013 als Amor in Glucks Orfeo ed Euridice an der Oper von Montpellier. Es folgten Auftritte beim Verbier Festival in der Schweiz, beim Resonanzen-Festival in Wien und in der Wigmore Hall in London. Im März 2013 sang sie im Theater an der Wien – im Rahmen des konzertanten Da-Ponte-Zyklus mit dem Concentus Musicus Wien unter Nikolaus Harnoncourt – die Barbarina in Le nozze di Figaro. Die Kritiken waren einheitlich wohlwollend, Der Standard lobte „neben komödiantischem Potenzial eine Stimme, die sie für größere Partien prädestiniert“.
Von 2014 bis 2016 war sie an der Hamburger Staatsoper Mitglied des internationalen Opernstudios und in der Spielzeit 2016/2017 Ensemblemitglied an diesem Haus, wo sie u. a. die Pamina in der Zauberflöte, die Constance in Dialogues des Carmélites, die Almira in der gleichnamigen Oper und den Gemmy in Guillaume Tell sang.
Im Sommer 2015 gehörte sie dem Young Singers Project der Salzburger Festspiele an und übernahm in Sven-Eric Bechtolfs Neuinszenierung von Le nozze di Figaro die Barbarina. 2017 wird sie wiederum bei den Salzburger Festspielen zu sehen sein, diesmal als Servilia in La clemenza di Tito.

## Auszeichnungen und Preise
- 2011:  7. Internationaler Gesangswettbewerb Passau: Preis Besondere Sängerbegabung
- 2013: 19. Gesangswettbewerb “Ferruccio Tagliavini”, Deutschlandsberg: 1. Preis in der 2. Sektion und Sopranpreis
- 2013: 4. Internationaler Gesangswettbewerb für Barockoper Pietro Antonio Cesti, Innsbruck: 2. Preis, Atle Vestersjø Nachwuchspreis und Sonderpreis[6]
- 2014: Siegerin der Kathleen Ferrier Competition
- 2016: Dr.-Wilhelm-Oberdörffer-Preis von der Stiftung zur Förderung der Hamburgischen Staatsoper[7]